# Drosophila trichaeta
Drosophila trichaeta este o specie de muște din genul Drosophila, familia Drosophilidae, descrisă de Angus în anul 1967.
Este endemică în Nepal. Conform Catalogue of Life specia Drosophila trichaeta nu are subspecii cunoscute.